# IPhone
Pour les articles homonymes, voir iPhone (homonymie).
L'IPhone est une gamme de smartphones créée par Apple comprenant plusieurs générations, opérant sur le système d'exploitation mobile iOS, développé également par Apple. Steve Jobs dévoile le premier iPhone, l'iPhone 2G, le 9 janvier 2007. Chaque année, la firme américaine publie de nouveaux modèles ainsi que des mises à jour du système d'exploitation. Au 1er novembre 2018, plus de 2,2 milliards d'iPhone ont été vendus.
Son interface utilisateur est constituée d'un écran multi-touch. Ce dernier se connecte aux réseaux de téléphonie mobile ou Wi-Fi et les utilisateurs peuvent passer des appels, naviguer sur le web, prendre des photos, écouter de la musique, envoyer et recevoir des e-mails ainsi que des SMS. Depuis son lancement, d'autres fonctionnalités sont ajoutées, notamment des écrans plus grands, la possibilité de filmer des vidéos, l'étanchéité, la possibilité d'installer des applications  via l'App Store et de nombreuses fonctions d'accessibilité. Jusqu'en 2017, ils présentaient une conception avec un bouton home sur le panneau avant qui ramenait l'utilisateur à l'écran d'accueil. Depuis, les modèles sont plus coûteux et adoptent un écran frontal presque sans cadre, avec une fonction de changement d'application activée par la reconnaissance des gestes.
Le premier modèle est qualifié de révolutionnaire pour l'industrie de la téléphonie mobile et les modèles suivants suscitent également des appréciations positives. On lui attribue la popularisation du smartphone et du format ardoise, ainsi que la création d'un vaste marché pour les applications smartphone.

## Modèles
39 modèles d'iPhone ont été ou sont produits par la firme américaine,.

### Actuels
- iPhone 15
- iPhone 15 Plus
- iPhone 16
- iPhone 16e
- iPhone 16 Plus
- iPhone 16 Pro
- iPhone 16 Pro Max

### Anciens

Comparaison des tailles allant de l'iPhone 5s à l'iPhone 12 Pro Max

- iPhone 2G
- iPhone 3G
- iPhone 3GS
- iPhone 4
- iPhone 4S
- iPhone 5
- iPhone 5c
- iPhone 5s
- iPhone 6
- iPhone 6 Plus
- iPhone 6s
- iPhone 6s Plus
- iPhone SE 1
- iPhone 7
- iPhone 7 Plus
- iPhone 8
- iPhone 8 Plus
- iPhone X
- iPhone XR
- iPhone XS
- iPhone XS Max
- iPhone 11
- iPhone 11 Pro
- iPhone 11 Pro Max
- iPhone SE 2
- iPhone 12
- iPhone 12 Pro
- iPhone 12 Pro Max
- iPhone 12 Mini
- iPhone 13
- iPhone 13 Pro
- iPhone 13 Pro Max
- iPhone 13 Mini
- iPhone 14
- iPhone 14 Pro
- iPhone 14 Pro Max
- iPhone 15 Pro
- iPhone 15 Pro Max

## Histoire

### Début
Le projet de développement de l'iPhone au sein d'Apple débute en 2004, lorsque Steve Jobs, fondateur de la firme, demande à Tony Fadell, Scott Forstall, ingénieurs, et à Jonathan Ive, ingénieur concepteur, de travailler sur le très confidentiel « Project Purple »,,. Tout en réunissant deux équipes d'ingénieurs dirigées par Fadell et Forstall, Jobs étudie l'utilisation d'appareils à écran tactile et de tablettes informatiques (qui se sont ensuite concrétisées avec l'iPad),. Des emplois sont créés pour promouvoir un appareil à écran tactile qui, comme beaucoup l'ont remarqué, présente des similitudes avec l'Apple Newton,. Comme son prédécesseur, l'iPhone est composé d'un écran et d'un bouton. Sa conception est attribuée à Jonathan Ive.
Jobs est convaincu que les tablettes et les ordinateurs ne sont pas des choix judicieux pour Apple, bien qu'il reçoive de nombreuses demandes pour que la firme crée un autre ordinateur. En 2002, après le lancement de l'iPod, Jobs se rend compte que le chevauchement des téléphones portables et des lecteurs de musique oblige la société à se lancer dans le secteur de la téléphonie mobile. Après avoir vu des millions d'Américains équipés de BlackBerrys, de téléphones et de Baladeur numérique, il estime que les consommateurs préféreront un seul appareil. Conscient que les téléphones portables et les appareils mobiles, qui ne cessent d'accumuler des fonctionnalités, remettent en question l'iPod en tant que lecteur de musique et afin de protéger la nouvelle gamme de produits, qui représente 48 % des revenus au début de 2007, il décide de s'aventurer dans le monde du numérique. Ainsi, au lieu de se concentrer sur le Newton, Jobs fait en sorte qu'Apple se concentre sur l'iPod. Il demande le développement du logiciel iTunes, qui peut synchroniser le contenu avec les appareils et est commercialisé en janvier 2001,.
La version bêta de l'iPhone est créée en 2004 pour tester l'appareil et ses fonctions. Cette version permet à Apple de développer les capacités du téléphone avant de lancer un produit final. Bien qu'il s'agisse techniquement du premier iPhone qui ait été créé, il n'est pas mis à la disposition du public, de sorte qu'il ne peut être considéré comme tel.
Le 7 septembre 2005, Apple et Motorola collaborent pour développer le Motorola ROKR E1, le premier téléphone à utiliser iTunes. Jobs est insatisfait du ROKR, qui présente beaucoup de failles. Le micrologiciel du ROKR limite le stockage à seulement 100 chansons pour éviter de concurrencer l'iPod nano,. Les achats sur ITunes Store ne peuvent pas  être téléchargés directement dans le ROKR et doivent être effectués par le biais d'une synchronisation PC. Apple décide de développer son propre téléphone, qui intègre les fonctions musicales de l'iPod.
Le 29 juin 2007, le premier iPhone est commercialisé,.

### Présentation
Le 9 janvier 2007, Steve Jobs dévoile le premier iPhone à la convention Macworld, ce qui suscite une grande attention de la part des médias. Le 11 juin 2007, la firme américaine annonce, lors de la WWDC, que l'iPhone prend en charge des applications tierces utilisant le navigateur Web Safari. Les développeurs peuvent créer des applications Web 2.0 qui ressemblent aux applications intégrées dans le smartphone et qui se présentent de la même manière. Les utilisateurs peuvent y accéder via internet. De nombreuses applications sont apparues avant même la sortie du téléphone ; la première d'entre elles, appelée OneTrip, est un programme destiné à conserver les listes d'achats des utilisateurs.
Les événements de présentation se déroulent au Steve Jobs Theater au sein même de l'Apple Park à Cupertino en Californie sauf pour l'iPhone 5 dont la présentation s'est faite au Yerba Buena Center for the Arts à San Francisco, tandis que pour l'iPhone 6S et l'iPhone 7 les présentations s'effectuent au Bill Graham Civic Auditorium à San Francisco.

## Composition

### Écran
L'écran des  premières générations d'iPhone sont dotés d'un écran tactile LCD rétro-éclairé par LED, mesurant 3,5 pouces tandis que les dernières générations actuelles, évoluent vers un écran plutôt OLED, dont les mesures varient entre 4,7 pouces et 6,7 pouces,.
Les fonctions tactiles et gestuelles sont basées sur une technologie développée à l'origine par FingerWorks. La plupart des gants et des stylets empêchent la conductivité électrique nécessaire, bien que certains stylets puissent être utilisés. Les écrans depuis la sortie de l'iPhone 3GS sont dotés d'un revêtement oléophobe résistant aux traces de doigts ,.
L'interface utilisateur matérielle est minimale, la plupart des modèles comportent cinq boutons. Le seul bouton de menu physique est situé directement sous l'écran et est appelé bouton d'accueil car sa fonction principale est de fermer l'application active et de naviguer vers l'écran d'accueil de l'interface. Les modèles antérieurs comprennent un carré arrondi, rappelant la forme des icônes de l'écran d'accueil, cependant, les nouveaux modèles incluent la fonction de reconnaissance d'empreintes digitales Touch ID d'Apple, utilisant le bouton d'accueil comme capteur d'empreintes digitales. L'iPhone X et les modèles ultérieurs, à l'exception de l'iPhone SE 2 et de l'iPhone SE 3, ne disposent pas d'un bouton d'accueil mais de Face ID, une méthode d'authentification par reconnaissance faciale.

### Audio
Au bas d'un iPhone, on trouve un haut-parleur à gauche du connecteur et un microphone à droite. Il y a un haut-parleur supplémentaire au-dessus de l'écran qui sert d'écouteur pendant les appels téléphoniques. L'iPhone 4 comprend un microphone supplémentaire en haut de l'appareil pour la réduction du bruit, et change l'emplacement du microphone et du haut-parleur sur la base de l'appareil.
La prise jack pour les écouteurs est située dans le coin supérieur gauche de l'appareil pour les cinq premières générations, puis elle est déplacée dans le coin inférieur gauche. La prise de la première génération est encastrée dans le boîtier, ce qui la rend incompatible avec la plupart des écouteurs sans l'utilisation d'un adaptateur ; les générations suivantes règlent ce problème en utilisant une prise encastrée. Depuis l'iPhone 7, la prise est supprimée et les écouteurs à fils sont remplacés par des airpods utilisant uniquement la technologie du bluetooth,.
Les écouteurs  possèdent un bouton multifonctionnel près du microphone qui permet de lire ou de mettre en pause la musique, de sauter des pistes et de répondre ou de mettre fin à des appels téléphoniques sans toucher l'iPhone.

### Batterie
Les téléphones utilisent uniquement des batteries lithium-ion installées de façon permanente et non remplaçables. Les smartphones intègrent des batteries rechargeables entre 1 400 mAh et 1 500 mAh, mais depuis l'iPhone 6 (environ 1 810 mAh) et l'iPhone 6 Plus (2 915 mAh), les capacités ont fortement augmenté. Il est recommandé d'utiliser la batterie qu'à des températures comprises entre 0 °C et 35 °C et de ne la stocker qu'entre −20 °C et 45 °C ; toutefois, la température de fonctionnement optimale se situe entre 16 °C et 22 °C.
La firme américaine effectue des tests sur des unités de préproduction pour déterminer l'autonomie de la batterie. Le site web indique que « l'autonomie de la batterie est conçue pour conserver jusqu'à 80 % de sa capacité initiale après 500 cycles de charge complets ». L'autonomie des premiers modèles est critiquée par plusieurs journalistes spécialisés dans la technologie, qui la juge insuffisante et inférieure aux affirmations de la firme. C'est ce qui ressort également d'une enquête de satisfaction des clients réalisée par J. D. Power and Associates, qui attribue à l'aspect batterie de l'iPhone 3G la note la plus basse, soit deux étoiles sur cinq.
Si la batterie présente un dysfonctionnement, le téléphone peut être retourné et remplacé gratuitement à la firme, tout en restant sous garantie. La garantie dure un an à compter de l'achat et peut être étendue à deux ans grâce au service AppleCare. Le service de remplacement de la batterie et son prix ne sont connus des acheteurs que le jour du lancement du produit ; il est similaire à la manière dont Apple (et des tiers) remplace les batteries des iPods. La Fondation pour les droits des contribuables et des consommateurs, un groupe de défense des consommateurs, a envoyé une plainte à la firme et AT&T concernant les frais que les consommateurs doivent payer pour faire remplacer la batterie.

## Logiciels
Le système d'exploitation utilisé s'appelle iOS (anciennement « iPhone OS »). L'iPhone est livré avec un ensemble d'applications groupées et développées par Apple, et le téléchargement des applications tierces se fait via l'App Store,.
Les mises à jour du système d'exploitation sont gratuites et s'effectuent, soit avec le Réseau sans fil, soit via iTunes. Les mises à jour majeures accompagnent les nouveaux modèles.

## Carte Sim
Tous les smartphones utilisent une carte SIM pour s'identifier au réseau GSM. Elle est insérée sur un plateau, dans une fente située sur le dessus de l'appareil. La carte SIM peut être éjectée à l'aide d'un trombone ou de l'outil d'éjection fourni avec le téléphone.

## Indicateurs de contact liquide
Les indicateurs de l'iPhone sont plus exposés que ceux de certains téléphones mobiles d'autres fabricants, qui les placent dans un endroit protégé, par exemple sous la batterie, derrière la coque. Ces indicateurs peuvent être déclenchés lors d'une utilisation courante, par la sueur de l'utilisateur, la vapeur d'eau dans une salle de bain et d'autres légères humidités environnementales. Les critiques conduisent la firme à modifier sa politique en matière de contact avec les liquides pour ses produits.

## Éléments inclus
Tous les modèles sont accompagnés d'une documentation écrite et d'un câble avec connecteurs Lightning et USB. Jusqu'à l'iPhone 3GS, les accessoires livrés sont un chiffon de nettoyage, des écouteurs avec microphone et un socle en plastique permettant de maintenir l'appareil en position verticale pendant la charge et la synchronisation. Un outil d'éjection de la carte SIM est également fourni.
En octobre 2020, lors de l'annonce de l'iPhone 12, Apple annonce retirer l'adaptateur secteur et les écouteurs de l'emballage de l'iPhone sauf en France. Ce n'est qu'au 1er février 2022 que les écouteurs sont retirés de leur emballage en France,.

## Apple Pay
En septembre 2014, lors du lancement de l'iPhone 6, la firme américaine annonce Apple Pay, un système de paiement mobile. Cette fonctionnalité, vise à révolutionner la façon dont les utilisateurs paient, en utilisant une puce NFC, la fonctionnalité Touch ID ou Face ID (sur les iPhone X et ultérieurs), l'application Wallet d'Apple et une puce  Secure Element afin de crypter les informations de paiement.

## ProgrammeiPhone Upgrade
Le Programme iPhone Upgrade est un système étalé sur 24 mois, conçu pour permettre aux consommateurs d'obtenir le dernier iPhone chaque année, sans avoir à payer le prix total au départ. Le programme consiste en des paiements mensuels réduits, dans le cadre desquels les consommateurs paieront progressivement le smartphone qu'ils possèdent sur une période de 24 mois, avec la possibilité de passer au nouvel iPhone après 12 mois de paiement. Une fois ces mois écoulés, les consommateurs peuvent échanger leur smartphone de la firme actuel contre un nouveau, et les paiements sont transférés de l'ancien appareil vers le nouveau. Parmi les autres caractéristiques du programme, citons les appareils débloqués, ce qui signifie que les consommateurs sont libres de choisir l'opérateur réseau qu'ils souhaitent, et la protection AppleCare+ pendant deux ans, qui comprend les réparations matérielles, l'assistance logicielle et la couverture de deux incidents maximum de dommages accidentels.

## Production
Jusqu'à l'iPhone 4, tous les modèles sont fabriqués exclusivement par Foxconn, basée à Taïwan. En 2011, lorsque Tim Cook prend le poste de PDG, la firme américaine modifie sa stratégie, augmentant pour la première fois le nombre de ses partenaires fournisseurs. L'iPhone 4S est le premier modèle à être fabriqué simultanément par deux entreprises indépendantes : Foxconn et Pegatron, toutes deux basées à Taïwan,.
Bien que Foxconn soit toujours responsable de la plus grande part de la production, les commandes de Pegatron sont lentement augmentées, l'entreprise étant chargée de produire une partie de la gamme iPhone 5c en 2013, et 30 % des appareils iPhone 6 en 2014. Le modèle 6 Plus est produit uniquement par Foxconn. Bien que l'entreprise de télécommunications coréenne Samsung soit l'un des principaux concurrents d'Apple, elle est aussi l'un de ses principaux fournisseurs pour la fabrication de l'iPhone X sorti en 2017, pour lequel elle fournit l'écran OLED.
En 2019, des rapports indiquent que certains des dirigeants de Foxconn utilisent des pièces non conformes pour construire les smartphones, et qu'Apple étudie le problème. En Inde, la société Wistron, un fabricant taïwanais, possède une usine près de Bangalore, pour assembler les smartphones qu'il vend dans la région.
En avril 2025, après plusieurs années de décalage de ses capacités de production de la Chine vers l'Inde, Apple y produit environ un iPhone sur cinq désormais.

## Ventes
Apple affirme avoir vendu 1 million d'iPhone, 74 jours après la commercialisation de l'iPhone 2G en 2007,. La société américaine atteint une part de marché mondiale de 1,1 % pour ses téléphones mobiles en 2008 ; sur le marché des smartphones, elle détient une part de 8,2 %,. Les ventes du quatrième trimestre 2008 dépassent temporairement celles du BlackBerry de Research In Motion, avec 5,2 millions d'unités, ce qui fait brièvement d'Apple le troisième fabricant de téléphones mobiles en termes de revenus, après Nokia et Samsung (une partie de ces revenus est toutefois différée). Les chiffres baissent au cours des premiers trimestres de 2009 jusqu'à ce que le quatrième trimestre dépasse les ventes de l'année précédente. Les ventes enregistrées augmentent régulièrement, et à la fin de l'année 2010, un total de 73,5 millions d'iPhones sont vendus. En 2010, l'iPhone détient une part de marché d'à peine 4 % du total des téléphones portables, mais la firme engrange plus de 50 % du bénéfice total généré par les ventes mondiales de smartphones. 14,1 millions d'iPhones sont vendus au troisième trimestre 2010, ce qui représente une croissance unitaire de 91 % par rapport au trimestre précédent, bien supérieure aux estimations qui prévoient une croissance de 64 % pour le marché mondial des smartphones au cours du dernier trimestre de l'année. Les ventes d'Apple dépassent celles du Blackberry qui vend 12,1 millions d'unités au cours de son trimestre le plus récent, qui s'est terminé en août 2010.
Lors de la commercialisation de l'iPhone 5, la société réalise une vente de 5 millions de smartphones.
En 2016, la firme américaine vend plus d'1 milliard d'iPhone depuis 2007 tandis qu'en 2021, l'iPhone 12 est le smartphone qui s'est vendu à plus de 100 million d'exemplaires, sept mois après sa commercialisation,.
En 2023, avec le lancement de l'iPhone 15, les chiffres d'IDG indiquent qu'Apple a dépassé son principal concurrent Samsung en nombre de ventes dans le monde, pour atteindre pour devenir la première marque vendeuse de téléphones mobiles, avec la meilleure croissance du secteur (près de 235 millions de smartphones vendus en 2023 sur un total mondial de 1,17 milliard de smartphones expédiées).

## Controverses

### Marque déposée
Au Mexique, la marque iFone est déposée en 2003 par une société de systèmes et de services de communication. Apple tente de prendre le contrôle de sa marque, mais un tribunal mexicain rejette sa demande. L'affaire commence en 2009, lorsque l'entreprise mexicaine attaque la firme américaine en justice. La Cour suprême du Mexique confirme que iFone est le propriétaire légitime et estime que le nom iPhone constitue une violation de la marque mexicaine.
Au Brésil, la marque « IPHONE » est enregistrée en 2000 par la société Gradiente Eletrônica S.A. Selon le dépôt, Gradiente prévoit, à l'époque, la révolution de la convergence de la voix et des données sur Internet. La bataille finale pour le nom de la marque s'est terminée en 2008. Le 18 décembre 2012, la marque brésilienne lance sa propre gamme de smartphones Android sous le nom de marque dont elle a l'exclusivité sur le marché local. En février 2013, l'Office brésilien des brevets et des marques rend une décision selon laquelle Gradiente Eletrônica est propriétaire de la marque au Brésil car le terme est enregistré en 2000, soit sept ans avant la sortie du premier iPhone d'Apple. En juin 2014, Apple obtient le droit d'utiliser la marque au Brésil. La décision du tribunal détermine que l'enregistrement ne possède pas de droits exclusifs sur la marque. Bien que la marque brésilienne ait eu l'intention de faire appel, avec la décision, Apple peut utiliser librement la marque sans payer de redevances à la société brésilienne.

### Limitations
Apple contrôle strictement certains aspects de l'iPhone. L'émergence de ces appareils rend l'informatique plus restreinte que les premières versions de Microsoft Windows. La communauté de pirates informatiques trouve de nombreuses solutions de contournement, dont la plupart ne sont pas autorisées par la firme américaine et rendent difficile, voire impossible, l'obtention d'un service de garantie.
Toutefois, aux États-Unis, Apple ne peut pas annuler les garanties à moins de pouvoir démontrer que le problème ou la défaillance d'un composant est lié à l'installation ou à la mise en place d'un article après-vente tel que des applications non autorisées, d'après la loi de garantie Magnuson-Moss (en) de 1975 de la Federal Trade Commission.

### Écologie, toxicité et danger
Selon Greenpeace en 2007, l'iPhone serait un téléphone « toxique ». L'association écologiste a soumis l'iPhone à un laboratoire d'analyses indépendant. Il en ressort que le produit de la firme américaine intégrait un certain nombre de produits toxiques, notamment du PVC, contenu dans les câbles de l'appareil pour les modèles EDGE et 3G, ainsi que de l'arsenic, contenu dans les vitres d'écran. Le téléphone d'Apple recelait des substances et des matériaux nocifs pour l'environnement, un résultat décevant étant donné que Steve Jobs avait annoncé vouloir faire de son entreprise « une pomme plus verte ». Depuis lors, la société a longuement étudié le phénomène, et propose désormais depuis l'iPhone 4 : combiné sans PVC, écouteurs sans PVC, câble USB sans PVC, plaquettes de circuits imprimés sans brome, écran LCD sans mercure, verre sans arsenic.
Depuis la sortie de l'iPhone, divers dysfonctionnements se sont produits suivant le modèle de l'iPhone : les iPhone 3G et 3GS sont la cible de prétendues explosions « inexpliquées » lors d'une utilisation normale de l'appareil (problème fortement sujet à caution). La cause principale était une chute préalable, couplée à un iPhone que l'on utilisait posé sur une couverture, empêchant une bonne répartition de la chaleur. Les microfissures causées par la chute préalable ont fait gonfler certains écrans, pour les faire éclater.
L'iPhone a été critiqué comme faisant l'objet d'une obsolescence programmée, une politique délibérée ayant pour objectif de réduire sa durée de vie,, notamment à travers l'imposition de mises à jour du système d'exploitation iOS, qui devient progressivement trop lourd pour les appareils anciens. Toutefois, le nombre de mise à jour pour un iPhone peut monter jusqu’à 6 ans avec l’iPhone 5s et 5 ans pour les modèles iPhone 6.

### Antenne
Peu après que l'iPhone 4 a été lancé, plusieurs consommateurs ont rapporté que la puissance de l'appareil était fortement diminuée si l'appareil était tenu par le coin gauche inférieur. Apple a publié un communiqué qui affirme que les utilisateurs ne « doivent pas tenir [le téléphone] par le coin gauche inférieur » lorsqu'ils font ou reçoivent un appel téléphonique.
Le tout accrédite dans l'esprit du grand public l'idée que ce modèle a une réception de moins bonne qualité que ses prédécesseurs, poussant la marque à réagir, devant un marché de l'occasion en pleine expansion.
Le 2 juillet 2010, plusieurs clients d'Apple et AT&T signifient leur intention de les poursuivre pour ce « défaut ». Un bureau d'avocats californiens met en ligne un site pour faciliter leur recrutement visant à entamer une telle poursuite,. Plus tard dans la même journée, Apple émet un communiqué affirmant que ses ingénieurs ont découvert la cause de la « chute dramatique dans les barres » : la formule utilisée pour calculer le nombre de barres à afficher était « fautive ». La société promet de corriger ce problème et publie une mise à jour logicielle quelques semaines plus tard. Cette « erreur » est présente depuis le lancement du premier iPhone,. Cet « antennagate » entraîne le départ de Mark Papermaster (senior vice president of Devices Hardware Engineering), débauché un an auparavant d'IBM.
Consumer Reports rejette les affirmations d'Apple après avoir conduit des expériences en milieu contrôlé et comparé les résultats avec ceux d'iPhone des générations précédentes. Le magazine recommande aux consommateurs qui « veulent un iPhone qui fonctionne bien sans appliquer un correctif temporaire » d'acheter plutôt un iPhone 3GS. Le magazine rapporte également qu'un « Bumper » (coque plastique qui entoure le téléphone) vendu par Apple, lequel empêche un contact direct avec l'antenne, corrige le problème. CNN a rapporté que le fait de coller un bout de ruban adhésif suffit à corriger ce problème. Le 16 juillet 2010, Apple annonce qu'elle remettrait gratuitement un étui à tous les propriétaires d'iPhone 4 et qu'elle rembourserait tout propriétaire ayant acquis un Bumper d'Apple. Consumer Reports affirme que la solution proposée est un pas dans la bonne direction, mais n'est pas permanente. Cependant, Steve Jobs n'ayant publié aucune échéance pour mettre fin au problème et l'offre relative aux étuis et aux cadres métalliques étant temporaire (30 septembre 2010), PC World retire le produit de sa liste des dix meilleurs téléphones cellulaires.
Les problèmes relatifs à l'antenne sont surtout détectés aux États-Unis et au Royaume-Uni. À Hong Kong et à Singapour, pratiquement personne n'a signalé un tel problème. Malgré une couverture médiatique souvent négative relativement à l'antenne, 72 % des utilisateurs de l'iPhone 4 seraient très satisfaits et 21 % assez satisfaits.

### Pratiques commerciales
En 2020, Apple s'est vu infliger une amende de 21 millions d'euros par la DGCCRF (répression des fraudes) pour « pratique commerciale trompeuse par omission » lorsqu'elle a mis en place des mises à jour qui ralentissaient délibérément les vieux iPhones après avoir prétendu qu'il bridait les performances de ses anciens téléphones dans le but « de prolonger la durée de vie »,.
À la suite de la plainte en 2017 du Ministère des Finances français, Apple a été condamnée le 19 décembre 2022 par le tribunal de commerce de Paris à 1 million d'euros pour « déséquilibre significatif » et « l’insécurité juridique et économique importante », nés notamment de l’impossibilité pour les développeurs de renégocier les termes du contrat avec Apple ou de contester la suspension d’une application.

### Chine
En 2023, dans un contexte de guerre commerciale entre Pékin et Washington, la Chine interdit à ses fonctionnaires l'utilisation d'iPhone dans certaines administrations et entreprises d'État. Cette annonce induit en septembre 2023 une chute de 6 % du titre Apple.

### Confidentialité

#### Prévention de la traçabilité
Apple introduit la transparence du suivi des applications avec la version iOS 14.5 en avril 2021. Cette transparence exige que les applications demandent une autorisation explicite avant d'être autorisées à suivre l'utilisateur sur des applications et sites web. Si l'utilisateur refuse, l'application ne peut pas accéder à l'identifiant Apple pour les annonceurs, utilisé pour diffuser des publicités personnalisées. Cette fonctionnalité est critiquée comme étant anticoncurrentielle, notamment par Facebook, dont les actions ont chuté de 26 % après son lancement. La société exempte ses propres applications de ses mesures anti-traçage, ce qui donne lieu à des enquêtes des autorités françaises et allemandes,. Cette plainte cible en particulier la version 14.6 d'iOS, et donne lieu à une condamnation d'Apple à une amende de 8 millions d'euros le 4 janvier 2023 pour « ne pas avoir recueilli le consentement des utilisateurs français d’iPhone (version iOS 14.6) avant de déposer et/ou d’écrire des identifiants utilisés à des fins publicitaires sur leurs terminaux ». Le montant de cette amende est modeste car elle se limite aux personnes qui utilisent un iPhone en France et qu'Apple s'est mis en conformité à la suite du dépôt de plainte auprès de la CNIL,.

#### Controverse sur le suivi de la localisation
En juillet 2010, la société américaine affirme qu'elle collecte les coordonnées GPS des utilisateurs d'iPhone et les réseaux Wi-Fi à proximité deux fois par jour ; une enquête du journal The Wall Street Journal révèle que le concurrent Android envoie ces données plusieurs fois par heure.
En septembre 2010, l'expert judiciaire Christopher Vance découvre un fichier caché non crypté nommé « consolidated.db » qui contient un enregistrement des emplacements des utilisateurs d'iPhone. Ce fichier est ajouté avec la mise à jour iOS 4 de juin 2010, mais les versions précédentes du système d'exploitation stockaient des informations similaires dans un fichier appelé « h-cells.plist ».
Le 20 avril 2011, The Guardian présente des recherches menées par Alasdair Allen et Pete Warden, qui révèlent que toute personne ayant un accès physique à un iPhone peut obtenir un enregistrement détaillé de la localisation et des déplacements de son propriétaire au cours de l'année écoulée. De plus, le fichier est automatiquement sauvegardé par iTunes sur tout ordinateur avec lequel le smartphone est synchronisé. Une enquête du Wall Street Journal démontre que la localisation des utilisateurs est toujours stockée lorsque les services de localisation sont désactivés. La controverse donne lieu à un examen par le Congrès américain et à une enquête de la FCC, tandis que les médias baptise l'affaire « Locationgate »,.

#### Controverse sur la sécurité des enfants
En août 2021, Apple annonce son intention de rechercher dans les photos iCloud des images d'abus d'enfants (grâce à un algorithme appelé NeuralHash) et de filtrer les images explicites envoyées et reçues par des enfants utilisant des iPhones (appelé Conversation Safety). Plus de 90 groupes politiques et de défense des droits de l'homme rédigent une lettre ouverte pour condamner les deux dispositifs. Le projet est de mettre en œuvre NeuralHash sur l'appareil plutôt que dans le cloud, ce qui conduit des experts en sécurité à le qualifier de « porte dérobée » qui peut être étendue ultérieurement à la détection d'autres types de contenus et qui réduit la vie privée des utilisateurs. Apple affirme que « le système est mal interprété », mais retire le dispositif.

#### Traçage des informations personnelles
En 2021, un chercheur présente grâce à une technique d'interception les données qui sont envoyées par un téléphone iPhone aux serveur d'Apple toutes les 4 à 5 minutes y compris lorsque le compte n'est pas connecté et que le téléphone est en veille. Lors du démarrage de l'appareil, 42 Ko de données sont envoyées en 10 minutes, tandis que lorsque l'appareil est en veille, 52 Ko de données sont envoyées en 12 heures. Parmi ces données, l'iPhone envoie des cookies identifiants à iCloud, Siri, iTunes Store et Apple analytics. Parmi ces données, figurent la géolocalisation (lorsqu'elle est activée), l'adresse IP, les adresses MAC des autres téléphones mobiles à portée y compris celle des bornes WiFi du domicile.
 Ces informations permettent à Apple de reconstruire le réseau social relationnel de tous les propriétaires d'appareils Apple dans la zone, et qui est susceptible de connaître qui.

#### Surveillance par Siri
Depuis 2020, Thomas Le Bonniec, un ex-employé sous-traitant d'Apple alerte sur la collecte, le recoupement et le traitement des données collectées par Apple via l'assistant Siri. Ces enregistrements sont écoutés par des personnes et recoupées avec le contenu de l'annuaire, des notes dictées et des textos. Cela couvre en particulier les enregistrements sonores privés, parmi lesquels des enregistrements intimes, y compris pour les personnes qui n'utilisent pas d'appareils Apple. 1 300 enregistrements sont écoutés quotidiennement par un sous-traitant, et 15 milliards de requêtes sont effectuées mensuellement. En 2019, après une alerte, Apple fait une annonce de modifications superficielles qui ne changent pas le traitement réel des données.

### Sécurité et vie privée

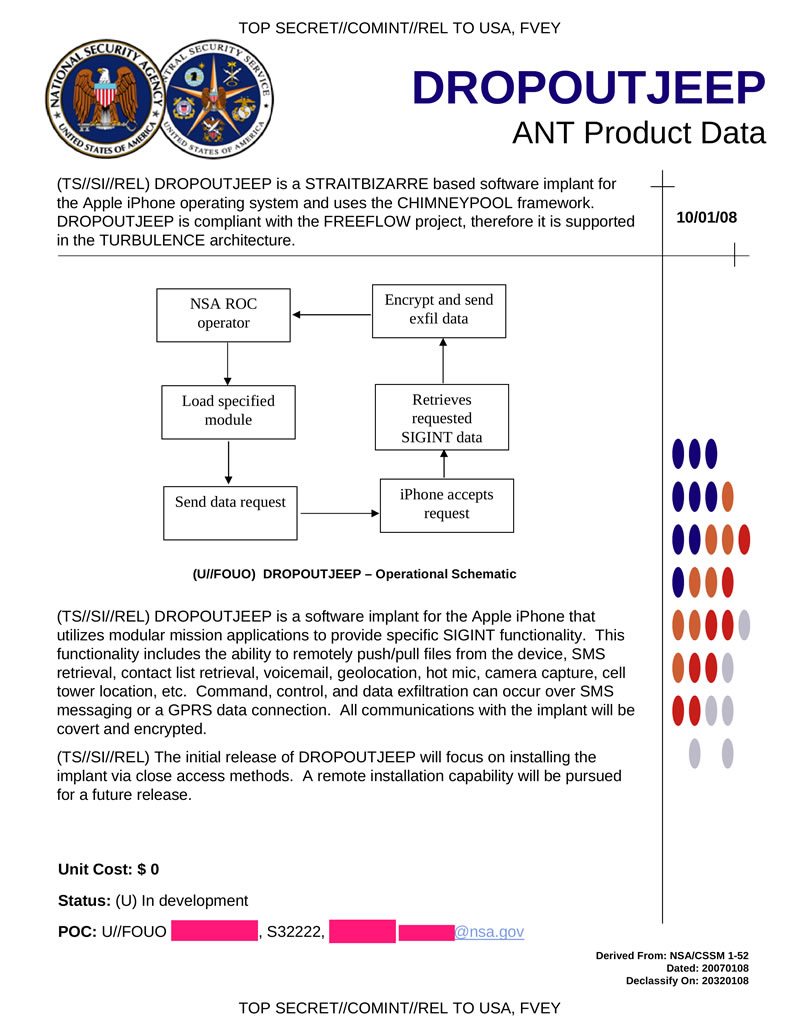
Fiche du produit « DROPOUTJEEP » permettant l'espionnage des iPhone, extraite du catalogue d'une unité de la National Security Agency (NSA) en 2008, révélé par le journal Allemand Der Spiegel le 29 décembre 2013.

Il s'est avéré, dans le cadre des divulgations de surveillance de masse de 2013, que les agences de renseignement américaines et britanniques, la National Security Agency (NSA) et le Government Communications Headquarters (GCHQ) ont accès aux données des utilisateurs d'iPhone, BlackBerry et téléphones Android, respectivement. Ils peuvent lire presque toutes les informations des smartphones, y compris les SMS, la localisation, les e-mails et les notes,. Selon un article du The New York Times, Apple met au point une nouvelle méthode de cryptage pour iOS 8, décrite comme « si profonde qu'Apple ne pourrait plus se conformer aux mandats gouvernementaux demandant l'extraction d'informations sur les clients à partir des appareils ». Tout au long de l'année 2015, les procureurs américains plaident en faveur de la possibilité pour le gouvernement américain de contraindre le décryptage du contenu des iPhone,. Après la fusillade de San Bernardino en 2015, le FBI récupère un iPhone 5c qui est remis à l'un des tireurs par son employeur, ainsi que des sauvegardes iCloud de ce téléphone datant d'un mois et demi avant la fusillade. (Les tireurs ont détruit leurs téléphones personnels.) Le gouvernement américain tente d'obtenir une ordonnance du tribunal en vertu de l'All Writs Act obligeant Apple à produire un fichier IPSW qui permet aux enquêteurs de forcer le code de l'appareil par force brute. Tim Cook répond sur le site web de la société en expliquant la nécessité du cryptage et en affirmant que si elle produit une porte dérobée pour un appareil, elle sera inévitablement utilisée pour compromettre la vie privée d'autres utilisateurs d'iPhone. Le 19 février, Apple communique aux journalistes que le mot de passe de l'Apple ID du téléphone est modifié moins d'un jour après que le gouvernement l'ait obtenu, ce qui empêche la société de produire une solution de contournement qui ne viserait que les anciens appareils.
En 2015, l'Electronic Frontier Foundation décerne à la firme américaine la note de cinq étoiles sur cinq, « félicitant Apple pour sa position ferme concernant les droits des utilisateurs, la transparence et la protection de la vie privée ».
Fin 2015, la politique de confidentialité de la société aborde les demandes d'accès aux données des clients par les agences gouvernementales : « Apple n'a jamais travaillé avec une agence gouvernementale d'un quelconque pays pour créer une porte dérobée dans l'un de nos produits ou services. Nous n'avons jamais autorisé un gouvernement à accéder à nos serveurs. Et nous ne le ferons jamais ».
En 2016, alors que la découverte de vulnérabilités sur iOS est relativement rare, la découverte de plusieurs failles montre que le logiciel Pegasus exploite de nouvelles vulnérabilités au fur et à mesure qu'elles sont détectées, avant qu'elles ne soient identifiées et corrigées par Apple, plusieurs failles sont ainsi détectées a posteriori de 2016 à 2023,,.
En 2022, Tommy Mysk et Talal Haj Bakry, deux chercheurs et développeurs indépendants, découvrent qu'Apple continue de collecter les données de leurs utilisateurs au sein d'application Apple telles que App Store, Plans, Apple Music, Apple TV, Books, ou la Boussole, même quand le partage des données est désactivé,. Quelques applications telles que l'application Santé et Wallet ne seraient pas concernées. Les applications collectent des informations qui permettent d'identifier les personnes qui les utilisent, telles que des identifiants, le type de téléphone, la résolution, la configuration linguistique, la manière de se connecter à Internet, etc. Les données sont envoyées à un système distinct de la synchronisation iCloud, Elliot Libman a déposé une action collective en Californie pour violation de la loi « Invasion of Privacy Act »,.

## Jailbreak

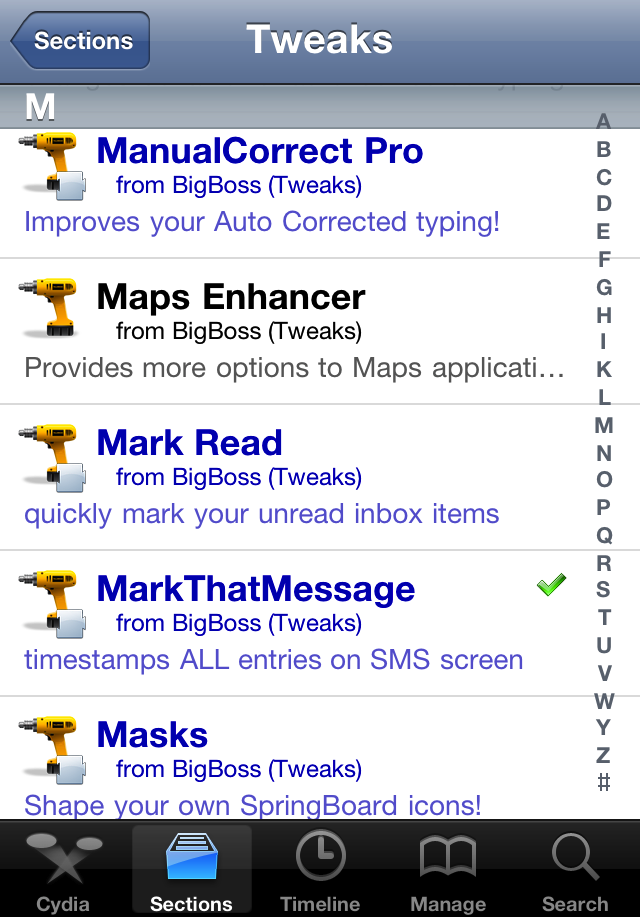
Capture d'écran d'un exemple de liste de paquets dans Cydia.

Le système d'exploitation de l'iPhone est conçu pour n'exécuter que des logiciels possédant une signature cryptographique approuvée par Apple. Cette restriction peut être contournée en débridant le téléphone, ce qui implique de remplacer le microprogramme du smartphone par une version légèrement modifiée qui n'applique pas la vérification de la signature. Cette opération peut constituer un contournement des mesures de protection techniques. Dans une déclaration faite au United States Copyright Office en réponse aux pressions exercées par l'Electronic Frontier Foundation (EFF), la société américaine avoue que le débridage de l'iPhone constitue une violation du droit d'auteur en raison de la modification nécessaire du logiciel système. Toutefois, en 2010, le jailbreak est officiellement légal aux États-Unis par le DMCA. Ces smartphones peuvent être sensibles aux virus informatiques, mais peu d'incidents de ce type sont rapportés.
En 2007, 2010 et 2011, des développeurs publient une série d'outils appelés JailbreakMe qui utilisent des failles de sécurité dans le moteur de recherche Safari pour jailbreak l'appareil (ce qui permet aux utilisateurs d'installer tout logiciel compatible sur l'appareil sans passer par l'App Store). Chacun de ces exploits est rapidement corrigé par les mises à jour iOS. Théoriquement, ces failles peuvent être utilisées à des fins malveillantes.
En juillet 2011, Apple publie la version iOS 4.3.5 pour corriger une faille de sécurité dans la validation des certificats.
Après la sortie de l'iPhone 5s, un groupe de hackers allemands appelé Chaos Computer Club annonce le 21 septembre 2013 avoir contourné le nouveau capteur d'empreintes digitales Touch ID en utilisant des « moyens simples de tous les jours ». Le groupe explique que le système de sécurité est mis en échec en photographiant une empreinte digitale depuis une surface en verre et en utilisant cette image capturée comme vérification. Le porte-parole du groupe déclare : « Nous espérons que cela met enfin fin aux illusions que les gens se font sur la biométrie des empreintes digitales. Il est tout simplement stupide d'utiliser comme jeton de sécurité quelque chose que l'on ne peut pas changer et que l'on laisse partout tous les jours »,.

### Citations originales
1. ↑  (en) « avoid gripping [the phone] in the lower left corner »
2. ↑  (en) « dramatic drop in bars »
3. ↑  (en) « want an iPhone that works well without a masking-tape fix »